# Expo 70

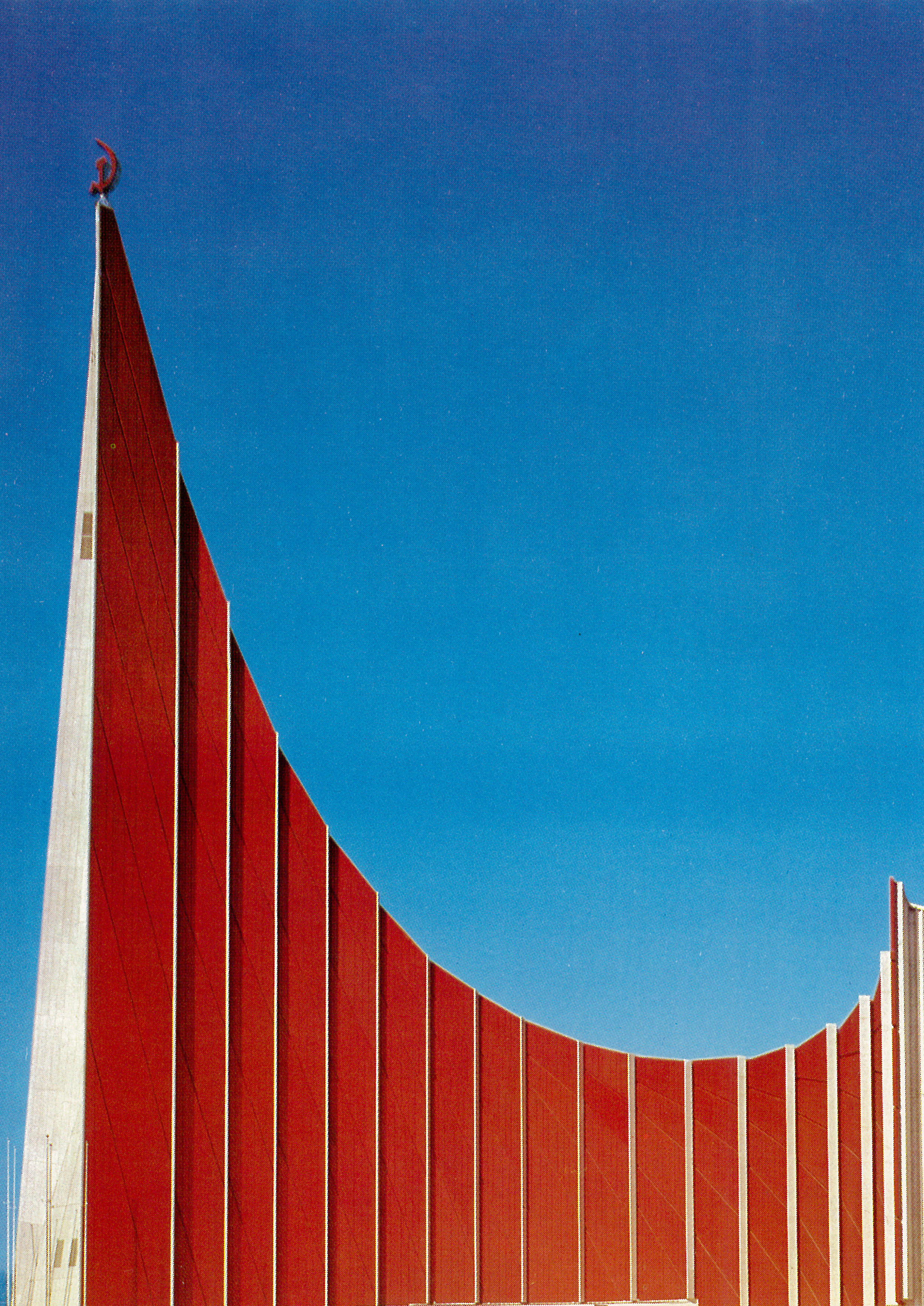
Het paviljoen van de Sovjet-Unie

De wereldtentoonstelling van 1970 werd gehouden in Osaka onder de naam Expo 70. Het was de 30e universele wereldtentoonstelling en werd door het BIE geclassificeerd als algemene tentoonstelling van de eerste categorie, een destijds gebruikte sub-categorie van universele wereldtentoonstelling. Het was tevens de eerste universele wereldtentoonstelling in Azië. De Expo 70 werd gehouden van 15 maart tot en met 13 september 1970 op een terrein van 340 hectare in Suita, een voorstad (ten noorden) van de Japanse stad Osaka.
De tentoonstelling, met 77 deelnemende landen, telde 64.210.000 geregistreerde bezoekers. Zodoende was Expo 70 een van de grootste en drukstbezochte wereldwijde beurzen ooit. Het thema van de Expo was: "Vooruitgang en harmonie voor de mensheid". Het plan van de tentoonstelling is ontwikkeld door de Japanse architect Kenzo Tange, en het beroemdste bouwwerk van de tentoonstelling is de Toren van de Zon, gemaakt door de Japanse kunstenaar Taro Okamoto.
De meeste bouwwerken zijn na afloop van de tentoonstelling gesloopt. De Toren van de Zon is een blikvanger in het herdenkingspark. Op de parkeerterreinen is een voetbalstadion gebouwd, het Osaka Expo 70 stadion, waar de Japanse professionele voetbalclub Gamba Osaka speelt.

## Enkele landen
De inzendingen van de Verenigde Staten en de Sovjet-Unie trokken de meeste belangstelling en de meeste bezoekers.

### Belgisch paviljoen
Het Belgisch paviljoen werd ontworpen door Jacqmain in een eerder traditionele stijl terwijl Jules Wabbes, Belgisch interieurarchitect, instond voor de inrichting van het paviljoen. In het paviljoen waren een aantal kunstschatten te zien, zoals historische wandtapijten. Er waren ook bijdragen van Jacques Wirtz, Belgisch tuinarchitect, en Hubert Minnebo, Belgisch beeldend kunstenaar met drie bronzen beelden in het Belgisch paviljoen. De Belgische inzending werd geleid door commissaris-generaal Daufresnes de la Chevalerie en lokte meer dan 6 miljoen bezoekers.

### Nederlands paviljoen
Het Nederlands paviljoen werd ontworpen door architecten Carel Weeber en Jaap Bakema, terwijl de inrichting het werk was van Total Design, met Wim Crouwel. Het paviljoen trok ongeveer 5 miljoen bezoekers. De Nederlandse inzending werd geleid door voormalig minister-president Jo Cals. Jan Vrijman, Nederlands cineast, maakte een film voor het Nederlands paviljoen. Het Nederlands paviljoen is in 1970 op een Nederlandse postzegel afgebeeld.

### Verenigde Staten
Het paviljoen van de Verenigde Staten was een in de bodem uitgehold gebouw overdekt met een grote plastic koepel, ontworpen door Davis, Brody, Chermayeff, Geismar en de Harak. Binnen was er veel aandacht voor ruimtevaart.

### Sovjet-Unie
Het paviljoen van de Sovjet-Unie was sikkelvormig en bekroond met een ster en een sikkel. De tentoongestelde objecten in verband met de ruimtevaart waren een grote trekpleister en het paviljoen ontving meer dan 25 miljoen bezoekers.

### West-Duitsland
Karl Schwanzer, Oostenrijks architect, ontwierp het Duits paviljoen. Heinz Mack, Duits kunstenaar, exposeerde er drie kunstwerken, en Karlheinz Stockhausen en Otto Piene, Duits componist resp. kunstenaar, brachten er muziek als multimedia-ervaring.

### Overige
- Paulo Mendes da Rocha, Braziliaans architect, ontwerp van het Braziliaans paviljoen
- Pierre Paulin, ontwerper, inrichting van het Frans paviljoen
- Bernhard Luginbühl, Zwitsers beeldhouwer, exposeerde in het Zwitsers paviljoen
- IMAX
- Paviljoen van de Verenigde Naties met lichtende blikvangers

## Trivia
- De laatste World Expo in Japan was de Expo 2005 in Aichi.